# 越溪镇
越溪镇，是中华人民共和国四川省内江市威远县下辖的一个乡镇级行政单位。2019年12月，撤销碗厂镇，将其所属行政区域划归越溪镇管辖。

## 行政区划
越溪镇下辖以下地区：
场镇社区、龙洞村、平安村、新桥村、发展村、前进村、金堂村、八一村、俩母山村、二河村、黄桷村、水源村、吉祥村、楠木村、瑞林村、海潮村、互相村和插旗村。